# Bistum São Raimundo Nonato
Das Bistum São Raimundo Nonato (lateinisch Dioecesis Raymundiana, portugiesisch Diocese de São Raimundo Nonato) ist eine in Brasilien gelegene römisch-katholische Diözese mit Sitz in São Raimundo Nonato im Bundesstaat Piauí.

## Geschichte
Das Bistum São Raimundo Nonato wurde am 17. Dezember 1960 durch Papst Johannes XXIII. mit der Päpstlichen Bulle Cum venerabilis aus Gebietsabtretungen der Territorialprälatur Bom Jesus do Piauí als Territorialprälatur São Raimundo Nonato errichtet und dem Erzbistum Teresina als Suffragan unterstellt. Die Territorialprälatur São Raimundo Nonato wurde am 3. Oktober 1981 zum Bistum erhoben.

## Ordinarien

### Prälaten von São Raimundo Nonato
- Amadeu González Ferreiros OdeM, 1961–1967
- Cândido Lorenzo González OdeM, 1969–1981

### Bischöfe von São Raimundo Nonato
- Cândido Lorenzo González OdeM, 1981–2002
- Pedro Brito Guimarães, 2002–2010, dann Erzbischof von Palmas
- João Santos Cardoso, 2011–2015, dann Bischof von Bom Jesus da Lapa
- Edward Zielski, 2016–2023
- Ronilton Souza de Araújo SCJ, seit 2023